# Stadsvernieuwing

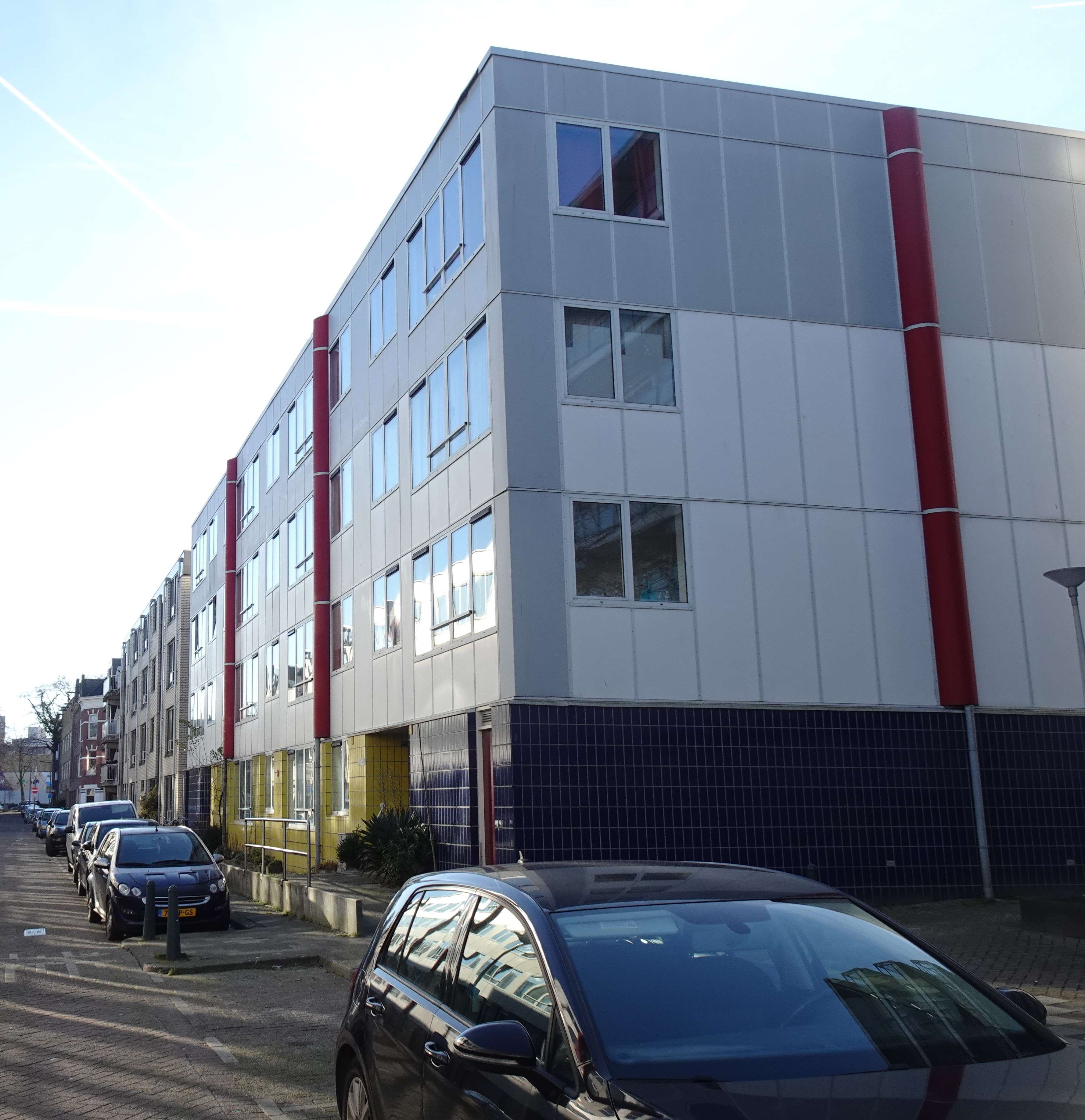
Stadsvernieuwing in de Rotterdamse wijk Kralingen

Stadsvernieuwing is een term die wordt gebruikt voor het proces van renovatie en/of sloop-/nieuwbouw in stedelijke gebieden. Hiervoor het bijbehorende planinstrument is het Stadsvernieuwingsplan. In het verlengde van stadsvernieuwing wordt ook wel gesproken van dorpsvernieuwing bij dorpen en wijkvernieuwing of buurtvernieuwing bij stadswijken of -buurten. 

## Situatie Nederland
Aanvankelijk richtte het proces zich vooral op achterstandsgebieden. Rond 1970 werd stadsvernieuwing een belangrijk thema toen veel gemeentebesturen de achterstandswijken in hun stad wilden slopen om met naoorlogs elan nieuwe winkel- en kantoorgebieden te (laten) bouwen. Een bekend voorbeeld hiervan is bijvoorbeeld Hoog Catharijne in Utrecht, waarvoor een woonwijk is gesloopt om aan bouwgrond te komen. De tegenbeweging van bewoners die ijverde voor kleinschaliger bouwen voor de buurt begon in oude wijken in de grote steden, zoals Crooswijk in Rotterdam en de Dapperbuurt in Amsterdam. De stadsvernieuwing is uit deze tegenbeweging ontstaan en werd onder invloed van de progressieve politiek van die tijd in heel Nederland gemeengoed.
Tijdens het kabinet-Den Uyl werd in 1977 de Interim Saldo Regeling (ISR) van kracht. Onder deze regeling is een groot deel van de Nederlandse vooroorlogse woningvoorraad verbeterd of vervangen.
In 1985 werd de Wet op de Stads- en Dorpsvernieuwing (WSDV) van kracht. Hiermee verdween de ISR-regeling en dit luidde het einde in van de klassieke stadsvernieuwing.
De 'Stedelijke Vernieuwing' is de officiële opvolger van de stadsvernieuwing in Nederland. In de volksmond blijft echter de term stadsvernieuwing gangbaar.
Als doelstelling van stads- of stedelijke vernieuwing wordt vaak verbetering van de leefbaarheid genoemd. In Amsterdam West benadrukt het bestuur van een van de stadsdelen dat 'de sociale pijler' leidend is. De regering wil dat de corporaties veel investeren. Maar in de november-editie van het tijdschrift Nul20 stelt de directeur van de Amsterdamse organisatie van woningcorporaties eigenlijk, dat de corporaties vanwege hun statuten en de ruimte die de wetgever hen via het BBSH biedt, toch bijna alleen maar in woningen, gebouwen en andere dingen wil investeren. Analyse van diverse leefbaarheids- en andere onderzoeken wijzen uit dat belangrijkste oorzaken van een als gebrekkig ervaren leefbaarheid lang niet altijd of vooral zitten in de kwaliteit van de woningen.
Het huidige beleid gericht op de Stedelijke Vernieuwing wordt gevormd door het ISV (Investeringsbudget Stedelijke Vernieuwing) wat de uitwerking is van de Fysieke pijler van het Grotestedenbeleid. Hierbij wordt het beleid niet alleen gericht op bestaande achterstandswijken, maar ook op het voorkomen van problemen rond leefbaarheid door te investeren in gebieden of het gebruiken van bestaande ontwikkelingen (bijvoorbeeld het sluiten van bedrijven of instellingen) om een gewenste ontwikkeling vorm te geven. 